# Christine Todd Whitman
Christine Todd Whitman (New York, 26 settembre 1946) è una politica e scrittrice statunitense, ex-governatore del New Jersey ed ex-amministratore dell'Environmental Protection Agency.
La Whitman è stata la prima (e finora ultima) donna governatrice del New Jersey, nonché la seconda a battere un governatore in carica (la prima repubblicana); è stata inoltre la prima donna governatrice ad essere rieletta per un secondo mandato.

## Biografia
La Whitman proviene da una famiglia molto attiva politicamente; subito dopo il diploma, contribuì alla campagna presidenziale di Nelson Rockefeller.
Dopo una campagna infruttuosa per il Senato, la Whitman nel 1993 sconfisse il governatore uscente James Florio per un punto percentuale, divenendo così la prima donna governatrice del New Jersey.
Nel 2001 abbandonò l'incarico a causa del nuovo impiego affidatole dal Presidente Bush, come amministratore dell'EPA. Due anni dopo tuttavia abbandonò anche quest'incarico motivandolo come conseguenza di alcuni conflitti con il Presidente.
In un'intervista del 2007 la Whitman spiegò che la vera causa delle sue dimissioni era stata l'insistenza del vicepresidente Dick Cheney riguardo alla semplificazione dei controlli sull'inquinamento atmosferico.
Dopo le dimissioni da amministratore dell'EPA, la Whitman ha scritto un libro, "It's My Party, Too: Taking Back the Republican Party... And Bringing the Country Together Again" ("È anche il mio partito: riprendiamoci il Partito Repubblicano... e conduciamo di nuovo insieme il paese"), in cui criticava aspramente George W. Bush e la sua amministrazione.
La figlia della Whitman, Kate, ha intrapreso la strada della madre, cercando l'elezione alla Camera dei Rappresentanti e classificandosi seconda nelle primarie su sette candidati.